# Bolyeria multocarinata
Bolyeria multocarinata is een slang uit de familie Round Island-boa’s (Bolyeriidae).

## Naam en indeling
De wetenschappelijke naam van de Bolyeria multocarinata werd voor het eerst voorgesteld door Heinrich Boie in 1827. De soort behoorde lange tijd tot het geslacht Eryx en later tot Platygaster, waardoor de verouderde wetenschappelijke naam in de literatuur wordt gebruikt. Het is de enige soort uit het monotypische geslacht Bolyeria en een van de twee soorten uit de familie Round Island-boa’s.

## Verspreiding en habitat
De soort kwam endemisch voor in Mauritius, en alleen op Round Island. De habitat bestond uit palmbossen. Door de introductie van konijnen en geiten werd de habitat dusdanig aangetast dat de vegetatie waarin de slang leefde verdween.
Door de internationale natuurbeschermingsorganisatie IUCN wordt de soort beschouwd als uitgestorven.